# Maïa Tchibourdanidzé
Maïa Tchibourdanidzé (en géorgien, მაია ჩიბურდანიძე), née le 17 janvier 1961 à Koutaïssi, est une joueuse d'échecs géorgienne, championne du monde d'échecs féminin de 1978 à 1991.
En 1984, elle est la deuxième femme à obtenir le titre de grand maître international (mixte), après Nona Gaprindashvili.
Entre 1978 et 2008, elle remporte neuf fois l'Olympiade d'échecs, cinq fois avec l'URSS et quatre fois avec la Géorgie. Sur cette période, ses performances lui valent quinze médailles individuelles, dont six en or.
En novembre 2010, avec un classement Elo de 2 502 points, elle est la 15e joueuse mondiale et la joueuse la plus âgée du top 100 féminin.

## Carrière aux échecs
Maïa Tchibourdanidzé s'avère être une compétitrice redoutable, finissant deuxième au tournoi interzonal féminin de Tbilissi en 1976, se qualifiant pour le tournoi des candidates. Elle surprend les commentateurs en gagnant tous les matchs jusqu'à la finale des candidates, où elle se défait d'Alla Kushnir 7-6,5, parvenant ainsi au match contre la championne du monde en titre Nona Gaprindashvili, qu'elle bat à Pitsunda 8,5-6,5 en 1978.
Elle défend son titre à quatre reprises avec succès : 
- contre Nana Alexandria à Bordjomi-Tbilissi en 1981 (8-8),
- contre Irina Levitina à Volgograd en 1984 (8-5),
- contre Elena Akhmilovskaya à Sofia en 1986 (8,5-5,5),
- contre Nana Ioseliani à Telavi en 1988 (8,5-7,5).

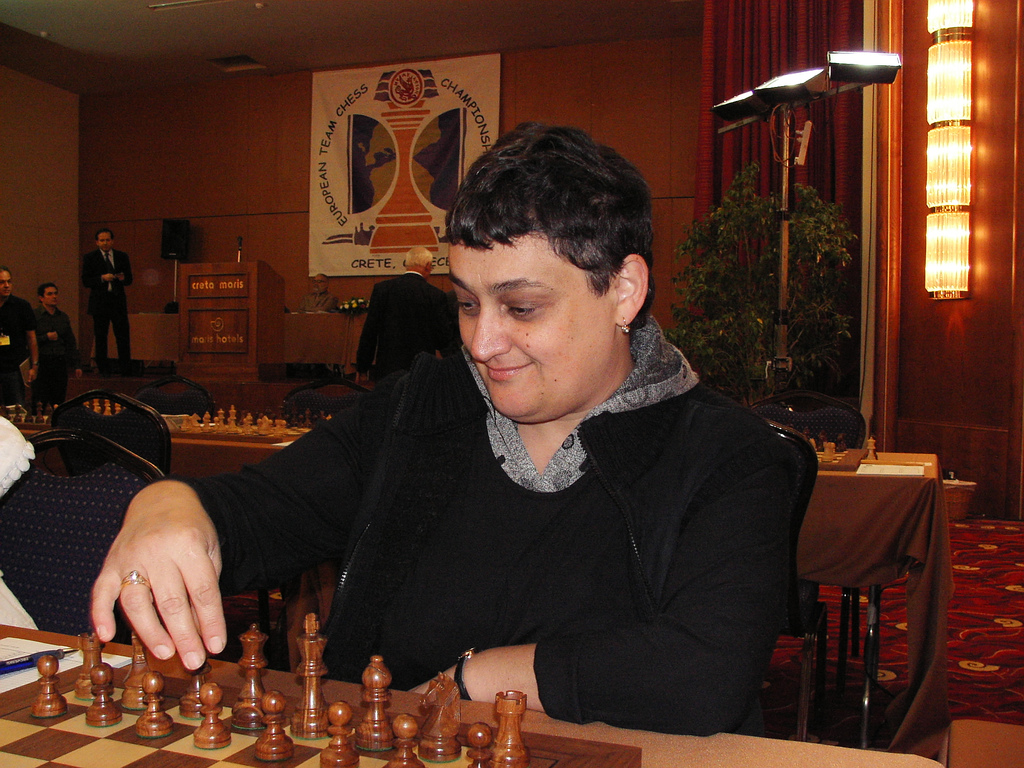
Maïa Tchibourdanidzé en 2007.

Elle est finalement détrônée par la Chinoise Xie Jun à Manille en 1991 (8,5-6,5). Elle remporte le tournoi des candidats de Tilburg en 1994, mais est éliminée par la Hongroise Susan Polgar (5,5-1,5) au match de départage.
Elle est éliminée en demi-finale en 2001 par la Chinoise Zhu Chen et en 2004 par Antoaneta Stefanova. En 2008, elle perd au premier tour face à la Vietnamienne Nguyen Thi Thanh An.
En 2010, elle bat Subbaraman Meenakshi au premier tour du championnat du monde, puis est battue par la Chinoise Zhao Xue au deuxième tour.